# The Vampire Diaries (саундтрек)
The Vampire Diaries (Original Television Soundtrack) — саудтрек-альбом до телесеріалу the CW «Щоденники вампіра». Він вийшов 10 жовтня 2010 та включає пісні від різних виконавців: Джейсона Волкера, Placebo, Bat for Lashes, Мадса Лангера, Plumb, the Smashing Pumpkins та інших.

## Сприйняття
Критик з The Line of Best Fit описав альбом, як «добре зібраний мікс від відомих артистів, що робить його легким та приємним для прослуховування як шанувальниками вампірських істот, так і гідної музики». Френк Моджіка з Consequence поставив альбому «C-» і зазначив, що «The Vampire Diaries: Original Television Soundtrack задовольняє всі ці очікування завдяки бездоганній колекції пісень. Можливо, це не найзахопливіша компіляція року, але вона виконує свою роботу». Чарлі Догерті з Seattle Post-Intelligencer написав, що цей альбом «чудово справляється з тим, щоб привнести красу у темний світ вампірів, як було чути в самому шоу, і включає прийнятний баланс рок- та денс-поп-треків». Кім Гіллеспі з The New Zealand Herald поставила три з половиною зірки альбому і назвала його «вартим уваги». Кеті Террітт з Stereoboard писала: «пісні ідеально відповідають темам шоу, але також є самостійними саундтреками як якісна музика, створена фантастичними артистами».

## Список композицій
| Трек-лист The Vampire Diaries (Original Television Soundtrack) | Трек-лист The Vampire Diaries (Original Television Soundtrack) | Трек-лист The Vampire Diaries (Original Television Soundtrack) | Трек-лист The Vampire Diaries (Original Television Soundtrack) |
| #                                                              | Назва                                                          | Виконавець                                                     | Тривалість                                                     |
| -------------------------------------------------------------- | -------------------------------------------------------------- | -------------------------------------------------------------- | -------------------------------------------------------------- |
| 1.                                                             | «Stefan's Theme»                                               | Michael Suby                                                   | 1:16                                                           |
| 2.                                                             | «Running Up That Hill»                                         | Placebo                                                        | 4:53                                                           |
| 3.                                                             | «Currency of Love»                                             | Silversun Pickups                                              | 5:29                                                           |
| 4.                                                             | «Hammock»                                                      | Howls                                                          | 2:57                                                           |
| 5.                                                             | «Sleep Alone» (909S In Darktimes Mix)                          | Bat for Lashes                                                 | 4:32                                                           |
| 6.                                                             | «Bloodstream» (Vampire Diaries Remix)                          | Stateless                                                      | 5:11                                                           |
| 7.                                                             | «We Radiate»                                                   | Goldfrapp                                                      | 3:45                                                           |
| 8.                                                             | «Obsession»                                                    | Sky Ferreira                                                   | 3:42                                                           |
| 9.                                                             | «Head Over Heels»                                              | Digital Daggers                                                | 4:18                                                           |
| 10.                                                            | «Down»                                                         | Jason Walker                                                   | 4:05                                                           |
| 11.                                                            | «Beauty of the Dark»                                           | Mads Langer                                                    | 3:57                                                           |
| 12.                                                            | «Cut»                                                          | Plumb                                                          | 3:59                                                           |
| 13.                                                            | «All You Wanted»                                               | Sounds Under Radio Alison Sudol                                | 5:17                                                           |
| 14.                                                            | «The Fellowship»                                               | The Smashing Pumpkins                                          | 3:50                                                           |
| 15.                                                            | «On Melancholy Hill» (Feed Me Remix)                           | Gorillaz                                                       | 5:10                                                           |
| 16.                                                            | «1864»                                                         | Michael Suby                                                   | 1:44                                                           |
| 64:05                                                          |                                                                |                                                                |                                                                |

## Чарти
| Чарт (2010—2011)               | Найвища позиція |
| ------------------------------ | --------------- |
| UK Album Downloads (OCC)       | 70              |
| UK Compilation Albums (OCC)    | 37              |
| UK Soundtrack Albums (OCC)     | 3               |
| US Billboard 200               | 106             |
| US Top Soundtracks (Billboard) | 6               |